# Wolodymyr Braschnyk
Wolodymyr Braschnyk (ukrainisch Володимир Бражник, engl. Transkription Volodymyr Brazhnyk; * 27. September 1924 in Ljubotyn; † 29. Januar 1999 in Moskau) war ein ukrainischer Stabhochspringer, der für die Sowjetunion startete.
1951 siegte er bei den Weltfestspielen der Jugend und Studenten. Bei den Olympischen Spielen 1952 in Helsinki wurde er Siebter, und bei den Weltfestspielen der Jugend und Studenten gewann er Bronze.
1951 und 1953 (mit seiner persönlichen Bestleistung von 4,30 m) wurde er Sowjetischer Meister. 